# Khalil Kain
Khalil Kain est un acteur américain né le 22 novembre 1964 à New York.

## Filmographie

### Cinéma
- 1992 : Juice : Raheem
- 1994 : Opération Shakespeare : Roosevelt Nathaniel Hobbs
- 1995 : In the Kingdom of the Blind, the Man with One Eye Is King : Dion
- 1997 : Love Jones : Marvin Cox
- 1997 : The Fanatics : Norman
- 1998 : The Velocity of Gary* *(Not His Real Name) : Venus
- 2001 : Bones : Patrick
- 2002 : Reality Check : Swope
- 2003 : Baadasssss! de Mario Van Peebles : Maurice White
- 2004 : Gas : Mookie
- 2005 : Complete Guide to Guys : Gene
- 2010 : Les Couleurs du destin : Bill
- 2011 : Paradise Broken : Pimp
- 2012 : Love Overboard : Russell

### Télévision
- 1994 : Les Anges de la ville : Hektor (1 épisode)
- 1995 : Zooman : le zooman
- 1995 : Divas : Monte
- 1996 : Living Single : Keith (4 épisodes)
- 1996 : Lush Life : Lance Battista (7 épisodes)
- 1996 : Friends : Cal (1 épisode)
- 1996-1997 : Susan! : Dwight (2 épisodes)
- 1998 : The Tiger Woods Story : Tiger Woods à 21 ans
- 1998 : Any Day Now (1 épisode)
- 1998 : Free of Eden : Taurus
- 1998-1999 : Sister, Sister : Jamal et Aaron (2 épisodes)
- 1999 : Passing Glory : Heatwave Hundley
- 1999 : Moesha : Jim Meadows (1 épisode)
- 1999 : Execution of Justice : Sœur Boom Boom
- 1999 : Intimate Betrayal : Maxwell Knight
- 2000 : Ali, un héros, une légende : Rudy Clay et Rahaman
- 2001 : Angel : Gio (1 épisode)
- 2001-2007 : Girlfriends : Darnell Leroy Wilkes (42 épisodes)
- 2002 : The Legacy
- 2002 : Les Experts : Jerome Anderson (1 épisode)
- 2006 : Ghost Whisperer : Randall Fisher (1 épisode)
- 2009 : Ruby & the Rockits : Crayton Jones (1 épisode)
- 2009 : Les Experts : Miami : Byron Pearce (1 épisode)
- 2009 : Médium : Malcolm Littleton (1 épisode)
- 2013 : Elementary : Benny Charles (1 épisode)
- 2013 : Person of Interest : Officier Lin (1 épisode)